# Chengjiang
Chengjiang (chinesisch 澂江县, Pinyin Chéngjiāng Xiàn), manchmal auch mit den Schriftzeichen 澄江县 geschrieben, ist ein Kreis im Osten der chinesischen Provinz Yunnan. Er gehört zum Verwaltungsgebiet der bezirksfreien Stadt Yuxi und liegt nördlich des Fuxian-Sees. Die Fläche beträgt 755 Quadratkilometer und die Einwohnerzahl 173.161 (Stand: Zensus 2020). 1999 zählte Chengjiang 146.293 Einwohner.

## Chengjiang-Fauna
Chengjiang ist Fundort einer fossilen Fauna, der Chengjiang-Faunengemeinschaft (澄江动物群,  Chéngjiāng dòngwùqún), die im Schiefer des Maotian Shan (帽天山) entdeckt wurde. Die Fundstätte wurde 2012 in die Liste des UNESCO-Weltnaturerbes aufgenommen.

## Administrative Gliederung
Auf Gemeindeebene setzt sich der Kreis aus sechs Großgemeinden zusammen. Diese sind:
- Großgemeinde Fenglu 凤麓镇
- Großgemeinde Longjie 龙街镇
- Großgemeinde Yousuo 右所镇
- Großgemeinde Yangzong 阳宗镇
- Großgemeinde Haikou 海口镇
- Großgemeinde Jiucun 九村镇